# Монтеалто (Тренто)
Монтеалто је насеље у Италији у округу Тренто, региону Трентино-Јужни Тирол.
Према процени из 2011. у насељу је живело 6 становника. Насеље се налази на надморској висини од 1143 м.